# Rhyacophila zhiltsovae
Rhyacophila zhiltsovae is een schietmot uit de familie Rhyacophilidae. De soort komt voor in het Palearctisch gebied.